# 南海蛸
南海蛸（学名：Octopus nanhaiensis）为蛸科蛸属的动物，是中国的特有物种。分布于福建、海南岛近海等地，生活环境为海水，主要栖息于近海。该物种的模式产地在中国广东甲子。